# Soganaclia viridisparsa
Soganaclia viridisparsa är en fjärilsart som beskrevs av Griveaud 1964. Soganaclia viridisparsa ingår i släktet Soganaclia och familjen björnspinnare. Inga underarter finns listade i Catalogue of Life.